# Charles Hermans
Charles Hermans (født 17. august 1839 i Bruxelles, død 7. december 1924 i Menton i Alpes-Maritimes) var en belgisk genremaler. 
Hermans, der blev uddannet i Frankrig (ved École des beaux-arts og for Charles Gleyre), slog afgørende igennem — efter tidligere at have malet arbejder som Hiob (1872) — 1875 med Ved morgengry (et nattesvirende selskab, legemsstore figurer, i museet i Bruxelles). Andre værker er: Kaffen efter bordet (1878), Søndagsbesøg i børnehospitalet Saint Pierre i Bruxelles, Maskebal (1880), Hvilen (1882) m. v. 